# GNOME

Interfață grafică lui GNOME este GNOME Shell. Funționează pe sistemele de ferestre 11 (componente X.Org Server cu Mutter) si Wayland (componente numai Mutter)

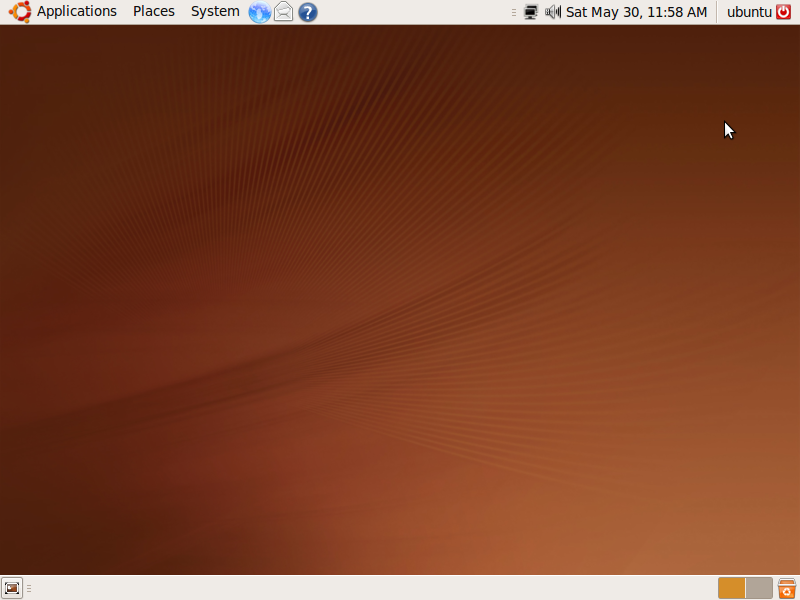
Ubuntu

GNOME este un spațiu de lucru sau mediu desktop gratuit pentru sisteme compatibile UNIX. Este software (open source), sub licența liberă (GPL) (anumite biblioteci și toolkitul GTK+ sunt sub licența LGPL). Este mediul standard de lucru pe un număr mare de distribuții Linux (Ubuntu, Fedora, Red Hat etc.) și pe sistemele SUN Solaris. În plus, poate fi instalat pe aproape toate distribuțiile Linux, pe sisteme BSD, etc.
GNOME a apărut în 1997, autorul inițial fiind Miguel de Icaza. Proiectul a fost început ca urmare a utilizării de către KDE a toolkit-ului Qt, care la vremea respectivă nu era open source - ducând la limitari asupra a ceea putea fi programat pentru KDE, și la posibilitatea ca, în cazul în care Qt își schimbă strategia, KDE să nu mai poată fi folosit legal. Acest lucru nu mai este o problemă, Qt este software liber astăzi, dar atât Gnome cât și KDE continuă a se dezvolta, fiecare proiect având obictive diferite. KDE și GNOME colaborează în cadrul proiectului Free Desktop, pentru a asigura standardizarea în sisteme Unix/Linux.

## Tehnologii
Gnome se bazează pe limbajul de programare C și pe toolkit-ul GTK+, toolkit care originează din proiectul GIMP, și a fost extins de către GNOME. Acest toolkit este portat și pe alte sisteme (Windows, MacOS etc.), permițând aplicațiilor bazate pe acest toolkit să ruleze nativ și pe aceste sisteme. Pe lângă GTK+, GNOME a mai dezvoltat un număr de tehnologii, precum GConf, un sistem integrat de configurare pentru sistem, LibXML, NetworkManager și Orbit. În plus, GNOME a mai adoptat și un număr de tehnologii dezvoltate în parteneriat cu ceilalți parteneri FreeDesktop, precum Cairo (un sistem de prelucrare a graficii vectoriale), DBUS (un sistem de comunicare între procese), HAL (o bibliotecă de abstractizare a system call-urilor), etc.

## Aplicații și funcționare

Gnome 2.18 configurat pe un sistem Ubuntu Linux, folosind un alt window manager (Beryl)

Gnome se bazează pe un ghid de design foarte strict, care asigură că aplicațiile arată și funcționează la fel. Ținta Gnome este un sistem simplu - care să  permită maximum de configurare și funcționalitate cu minimum de efort. De aceea, multe opțiuni care sunt puțin folositoare, au fost scoase, sau comprimate - asigurând un sistem curat și puțin încărcat, dar în același timp puternic. Aceeași mentalitate a dus, spre exemplu, la un sistem de "salvare pe măsură ce configurezi", orice modificare aplicându-se imediat, fără ca utilizatorul să apese vreun buton de tip Ok sau Aplică (de obicei există un buton "înapoi" dacă utilizatorul nu dorește sa păstreze modificările). Aceeași mentalitate de sistem ușor configurabil a dus la includerea a foarte puține programe în nucleul sistemului - dar și la existența a foarte multe proiecte independente care se bazează pe GNOME, și care sunt incluse în distribuțiile de Linux alături de sistem.
Astfel, în GNOME se găsește  Nautilus (un navigator de fișiere și sistem), Metacity (un manager de ferestre - Gnome poate folosi orice alt manager de ferestre), Ekiga (un sistem de telefonie VOIP), Epiphany (un browser web, care însă e înlocuit în multe distribuții de Firefox, care se bazează și el pe GTK+, gedit (un editor text).
Pe tehnologii GNOME, se bazează software precum Pidgin (fostul GAIM - un sistem de mesajerie instant multi-protocol), FileRoller (un arhivator), Banshee (un player de muzică), F-Spot (un organizator de imagini), Inkscape (un editor de grafică vectorială), GIMP (un editor de imagini) etc.
Gnome este un sistem extrem de configurabil, totul, de la poziționarea, conținutul și aspectul meniurilor și dialogurilor, până la forma desktopului se poate configura. Întreaga interfață este configurabilă prin utilizarea de teme, care se instalează prin drag-and-drop în managerul de teme furnizat de GNOME. Una din trăsăturile proiectului este tendința spre accesibilitate și internaționalizare, oferind suport complet (meniuri, aplicații, spell-checker) pentru limbi multiple (inclusiv limba română) și pentru tastaturi (inclusiv o tastatură corectă pentru limba română, cu trei moduri de input, la preferința utilizatorului). Altă trăsătură fundamentală e tendința spre accesibilitate - oferind un cititor de ecran, o "lupă", posibilitatea de control vocal (cu software suplimentar), configuratoare specifice de tastatură, o metodă de input bazată doar pe mouse și un toolikit pentru scrierea de aplicații noi în acest domeniu.

## Legături Utile
- Site Oficial al Proiectului Gnome
- Site Oficial al Proiectului Freedesktop
- Site conținând teme pentru Gnome

1. ↑   https://www.gnome.org/press/1999/03/gnome-1-0-released/ Lipsește sau este vid: |title= (ajutor)
2. 1 2 3 4 5 6   https://www.openhub.net/p/gnome/analyses/latest/languages_summary Lipsește sau este vid: |title= (ajutor)